# Tipula (Platytipula) stipata
Tipula (Platytipula) stipata is een tweevleugelige uit de familie langpootmuggen (Tipulidae). De soort komt voor in het Palearctisch gebied.